# Sheila Rowbotham
Sheila Rowbotham (Leeds, actual West Yorkshire) 23 de febrero de 1943) es una historiadora inglesa, teórica del feminismo socialista.

## Biografía
Hija de una oficinista y de un vendedor de una empresa de ingeniería, desde muy joven se interesó por la historia.Tras la decepción que le produjo el estudio de la  historia política, fue su profesora Olga Wilkinson quien le fomentó el interés por la historia social, al mostrarle que la historia "pertenecía más al presente, que a los libros académicos".
Estudió en el St Hilda's College de la Universidad de Oxford y posteriormente en la Universidad de Londres. Comenzó su vida laboral como docente en centros e institutos de educación de adultos. En su etapa de estudiante en St Hilda's College, dejó de interesarle el programa de estudios, por considerarlo muy centrado en la historia política.En la época en que comenzó sus estudios se ha descrito a sí misma como "nada izquierdista" y una "hippie beatnik mística". Pero pronto comenzó a relacionarse con compañeros de otras tendencia  políticas defensoras de la igualdad social, entre ellos Gareth Stedman Jones. También conoció a E.P. Thompson y Dorothy Thompson, debido a su interés por el cartismo y la historia del movimiento obrero. Fue lectora de las pruebas de imprenta de E.P. Thompson, The Making of the English Working Class (La formación de la clase obrera inglesa), que describió "como un  libro de historia único y diferente". Rowbotham conoció la filosofía  marxista a través de su participación en la Campaña para el Desarme Nuclear y en diversos  círculos socialistas, entre ellos el  ala juvenil del Partido Laborista, los Jóvenes Socialistas.Pronto se desencantó con la dirección  política de partido y se sumergió en diversas campañas de izquierda, una de ellas en el periódico político radical Black Dwarf, de cuyo consejo editorial formaba parte.

## Feminismo

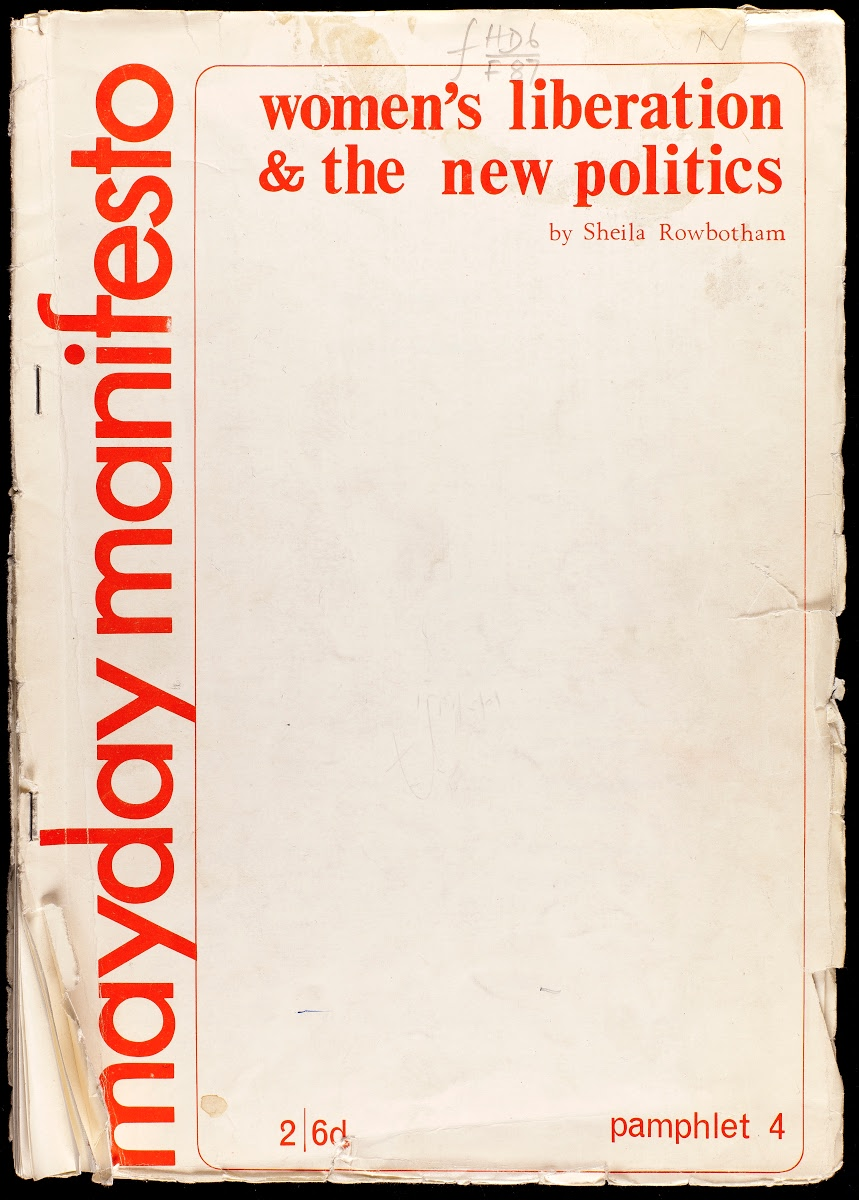
La liberación de la mujer y la nueva política (1969)

En la década de los sesenta, Rowbotham, junto con Sally Alexander y Anna Davin, fue una de las fundadoras y líderes del movimiento History Workshop asociado al Ruskin College. Hacia finales de la década de 1960, se unió al creciente movimiento de liberación de la mujer (también conocido como Segunda ola del feminismo ). En 1969 publicó su folleto La liberación de las mujeres y la nueva política. En él sostenía que la teoría socialista debía considerar la opresión de las mujeres tanto en términos culturales como económicos. Participó activamente en la conferencia Beyond the Fragments cuyo objetivo era unir las corrientes socialista democrática y feminista socialista en Gran Bretaña.También fue una de las organizadoras de la Conferencia Nacional de Liberación de la Mujer en 1970, en la que se plantearon reivindicaciones relacionadas con la igualdad salarial, la educación y la anticoncepción gratuita.
Entre 1983 y 1986, Rowbotham fue editora de Jobs for Change, el periódico del Greater London Council (GLC). En ese periodo también participó,  junto con Hilary Wainwright, en el desarrollo de  enfoques relacionados con la Economía participativaen la Unidad de Planificación Popular del GLC. Desde entonces, Rowbotham  ha elaborado numerosos estudios y artículos que amplían su teoría, según la cual la opresión de las mujeres es el resultado de fuerzas económicas y culturales, por lo que se requiere una perspectiva dualista (feminismo socialista ) que examine tanto la esfera pública como la privada para trabajar por la liberación.
Rowbotham estuvo especialmente influenciada por la historia social marxista practicada por E. P. Thompson y Dorothy Thompson.Sostiene que en la unión de un análisis marxista y el feminismo, el capitalismo no sólo oprime sistemáticamente a la clase trabajadora, sino que también oprime especialmente a las mujeres. En su opinión, las mujeres están doblemente oprimidas, ya que se ven obligadas a vender su trabajo para sobrevivir, pero también a utilizar su trabajo para mantener a sus hijos y maridos.Critica la historia marxista tradicional por lo que considera un descuido de cuestiones como la historia familiar, el papel de las amas de casa en el apoyo a la economía, la sexualidad y la maternidad.También argumentó que la historia marxista tradicional, al centrarse en un conflicto de clases, pasó por alto la opresión sexual. Asimismo, ha criticado a los marxistas que sostienen que el sexismo no existía en las sociedades comunistas con la afirmación de que el sexismo fue causado por el capitalismo por considerarlo un flaco favor a la historia. Rowbotham ha sostenido que los historiadores marxistas que ven la historia de las mujeres como una "distracción" del tema principal de la lucha de clases están presentando una versión engañosa de la historia.
En sus primeros libros Mujeres, Resistencia y Revolución (1972) y Ocultos de la Historia (1973), Rowbotham puso en práctica sus ideas al examinar la experiencia de las mujeres en movimientos radicales y revolucionarios en Cuba, Argelia, Vietnam, China, Rusia, Francia. y Gran Bretaña desde el siglo XVII hasta el siglo XX. En su opinión, trabajar dentro del orden establecido nunca ha aportado a las mujeres ningún avance, y sólo a través de los movimientos socialistas revolucionarios las mujeres han logrado avances sociales. Rowbotham ha argumentado que, aunque los revolucionarios varones están dispuestos a aceptar mujeres como compañeras mientras dure la revolución, una vez que termina, se espera que las mujeres regresen a sus roles tradicionales.
Como ejemplo de su tesis en Mujeres, resistencia y revolución, examinó el papel de las mujeres rusas en los períodos imperial tardío, el gobierno provisional y los primeros períodos soviéticos.Rowbotham escribió que las mujeres desempeñaron un papel clave en el derrocamiento del emperador Nicolás II y con él la Dinastía Romanov, que había reinado desde 1612, y señaló que la Revolución de febrero en Petrogrado comenzó con manifestaciones de mujeres en el Día Internacional de la Mujer.  Rowbotham elogia a Vladimir Lenin y a los demás líderes bolcheviques en  su libro Mujeres, resistencia y revolución, por legalizar el aborto, el divorcio y la anticoncepción, además de fundar el Jenotdel (departamento de las mujeres. También argumentó que los cambios experimentados por las mujeres rusas desde la era imperial, donde la superstición, la pobreza, el analfabetismo y la visión patriarcal de las mujeres como propiedad eran la norma, hasta principios de la era soviética, fueron una mejora. Ha criticado las políticas soviéticas que comenzaron con el Primer Plan Quinquenal de 1928-1933, no sólo por esperar que las mujeres trabajasen a tiempo completo, sino también por que asumieran las cargas de las tareas domésticas y la crianza de los hijos, al tiempo que prohibían el aborto y el control de la natalidad. Rowbotham defendió que la era estalinista marcó el comienzo de un retroceso para las mujeres soviéticas, ya que Stalin, en cierta medida, propició un retorno a los valores tradicionales rusos, sobre todo a través del culto a la personalidad que incorporaba imaginería y la iconografía zaristas. 
Rowbotham ha sostenido que para lograr la liberación de las mujeres se requiere una "revolución dentro de la revolución" o liberarse de la "colonia dentro de la colonia", ya que el sexismo estaba y está arraigado tanto en los hombres de izquierda como en los de derecha.  En Mujeres, resistencia y revolución, escribió que aunque a las mujeres se les permitió participar en eventos revolucionarios como la Revolución Francesa y la guerra civil china, una vez que se estableció un nuevo orden bajo Napoleón o Mao Zedong, se produjo un retroceso hacía los valores patriarcales anteriores. Al escribir sobre la Guerra de Vietnam, que entonces estaba en curso,  afirmó que las mujeres vietnamitas que participaban en el Viet Cong se sentían especialmente comprometidas con la causa debido a los peligros de violación por parte de soldados estadounidenses, "masacres de las que nadie se libra" y de los peligros de malformaciones de nacimiento causados por la fumigación del Agente Naranja.Rowbotham fue una de las primeras en llamar la atención en Occidente sobre el hecho de que desde la primera fumigación del campo de Vietnam del Sur, con el herbicida Agente Naranja, en 1961, había nacido "un porcentaje anormalmente alto de abortos espontáneos, muertes fetales y niños deformes".  Sostiene que el capitalismo y el sexismo-patriarcado están tan estrechamente vinculados que la única manera de destruirlos es un cambio radical en el "condicionamiento cultural de hombres y mujeres, la educación de los niños, la forma de los lugares en los que vivimos, la estructura legal de la sociedad, sexualidad y la propia naturaleza del trabajo".  Los libros de Rowbotham fueron bien recibidos en los círculos feministas,  y su accesibilidad les ha permitido seguir siendo populares.
En Hidden from History, examinó la historia de las mujeres británicas, desde el siglo XVII hasta 1930, bajo el punto de vista marxista. Para Rowbotham, la mejor forma de definir la historia de las mujeres británicas era a través de la opresión de clase, la Revolución Industrial y el sexismo.
En su libro Women's Consciousness, Men's World, de 1973, Rowbotham sostenía que el trabajo doméstico realizado por las mujeres formaba parte de la producción de mercancías, ya que permitía la producción y reproducción del trabajo masculino, desafiando así un principio clave de la historia marxista tradicional. Sin embargo, afirmaba que la familia no era sólo un instrumento para disciplinar y someter a las mujeres al capitalismo, sino un lugar donde los seres humanos, en potencia, podían  refugiarse de lo que Rowbotham veía como la mercantilización de las relaciones humanas bajo el capitalismo. En opinión su opinión, la crianza de los hijos, la sexualidad y la necesidad de relaciones humanas significan que la familia rara vez puede reducirse a un bien de servicio. Asimismo, aboga por una historia marxista que conceda igual importancia al papel de ambos sexos en la historia de las revoluciones, los sindicatos, los partidos políticos y los movimientos de protesta.
En Women's Consciousness, Men's World, Rowbotham presentó su análisis de las condiciones sociales contemporáneas en Gran Bretaña desde una perspectiva marxista-feminista. Sostiene que los orígenes del sexismo son anteriores al capitalismo y que la institución del matrimonio se parece mucho al feudalismo. Al igual que en el feudalismo los siervos estaban obligados a servir a sus amos, las esposas están igualmente contratadas para servir a sus maridos. La historiadora Susan Cook elogió a Rowbotham por trazar una "conciencia femenina" en Gran Bretaña desde el siglo XVII en adelante a través de "redes complejas" de cambios económicos y políticos. La claridad de sus escritos junto con su imagen de lo que Cook llamó la "naturaleza potencialmente contradictoria de los deseos y necesidades de las mujeres" aseguraron que Women's Consciousness, Men's World llegara a un público amplio.
En su libro Dutiful Daughters, de 1977, escrito con Jean McCrindle, Rowbotham entrevistó a catorce mujeres de clase media baja y clase trabajadora. A pesar de que  Rowbotham señala que las historias de vida de las mujeres entrevistadas para Dutiful Daughters no pretendían ser representativas de todas las mujeres británicas, sostiene que estas instantáneas de vidas diferentes, si se combinan con otras suficientes historias orales, pueden proporcionar una comprensión de la experiencia de mujeres comunes y corrientes. 
Como parte de la relación entre lo personal y lo político, Rowbotham ha examinado las creencias sexuales y políticas de radicales de finales del siglo XIX y principios del XX, como el activista por los derechos de los homosexuales Edward Carpenter, que veía el socialismo como una vía para el renacimiento espiritual de la humanidad, y la feminista Stella Browne, quien luchó por la legalización del control de la natalidad y defendió la importancia del placer sexual para las mujeres. Rowbotham sostiene que las creencias políticas de Carpenter y Browne estaban estrechamente ligadas a sus vidas personales.
Además de su trabajo como historiadora, Rowbotham ha participado activamente en causas de izquierdas. En su libro Beyond the Fragments, escrito con Hilary Wainwright y Lynne Segal, hizo una llamada a las distintas fracciones de la izquierda británica para unirse y trabajar por una Gran Bretaña socialista a través del activismo de base. Tiene gran fe en los movimientos sociales activistas que trabajan desde la base para cambiar la sociedad, y cree que los historiadores tienen el deber de contribuir al cambio social escribiendo libros que expongan lo que ella considera los males de la sociedad.

## Vida profesional, últimos años
En 2004, Rowbotham fue elegida miembro de la Royal Society of Arts . Fue profesora de Género e Historia del Trabajo, y Sociología en la Universidad de Mánchester, Inglaterra, hasta su jubilación involuntaria en 2008.
La jubilación involuntaria de Rowbotham de la Universidad de Mánchester provocó las protestas de los estudiantes. Se creó el grupo de Facebook Save Sheila Rowbotham  para hacer campaña a favor de su continuidad como profesora. Ese  mismo año publicó la primera biografía de Edward Carpenter, titulada Edward Carpenter: A Life of Liberty and Love y continuó enseñando en el departamento de Sociología de Mánchester. En otoño de 2008, se denegó su petición de permanecer en su puesto después de los 65 años. Sin embargo, tras las protestas de estudiantes, académicos y otras personas a nivel internacional, la universidad ofreció a Rowbotham un tercio de la cátedra de investigación. 
La biografía de Rowbotham de 2009 sobre Edward Carpenter fue preseleccionada para el premio James Tait Black Memorial.
Rowbotham fue escritora residente del Eccles Center en la Biblioteca Británica en 2012, donde su investigación le permitió completar la obra Rebel Crossings, sobre las protestas de Miss Mundo de 1970. Fue llevada al cine con el título Misbehavior e interpretada por el actor Jo Herbert, en 2020.

## Obras
- Women's Liberation and the New Politics (Spokesman, 1969). ISBN 0-85124-008-9
- Women, Resistance and Revolution (Allen Lane, 1973; Verso, 2014).
- Woman's Consciousness, Man's World (Pelican, 1973; Verso, 2015)
- Hidden from History: 300 years of Women's Oppression and the Fight Against It (Pluto Press, 1973, 1992).
- A New World for Women: Stella Browne, Socialist Feminist (Pluto Press, 1977). ISBN 0-904383-54-7
- Dutiful Daughters: Women Talk About Their Lives, with Jean McCrindle (Viking Press, 1977). ISBN 0-7139-1050-X
- Beyond the Fragments: Feminism and the Making of Socialism, with Lynne Segal and Hilary Wainwright (Merlin Press, 1979, 2012)
- Dreams and Dilemmas: Collected Writings (Virago Press, 1983)
- Friends of Alice Wheeldon (Pluto Press, 1986) ISBN 0745301568
- Friends of Alice Wheeldon – 2nd Edition, The Anti-War Activist Accused of Plotting to Kill Lloyd George (Pluto Press, 2015) ISBN 9780745335759
- The Past Is Before Us: Feminism in Action Since the 1960s (HarperCollins, 1989). ISBN 0-04-440365-8
- A Century of Women: The History of Women in Britain and the United States, (Viking, 1997)
- Dignity and Daily Bread: New Forms of Economic Organization Among Poor Women in the Third World and the First, with Swasti Mitter (Routledge, 1993).
- Women in Movement: Feminism and Social Action (Routledge, 1993). ISBN 0-415-90652-0
- Homeworkers Worldwide (Merlin Press, 1993). ISBN 0-85036-434-5
- Women Encounter Technology: Changing Patterns of Employment in the Third World, with Swasti Mitter (Routledge, 1997). ISBN 0-415-14118-4
- A Century of Women: The History of Women in Britain and the United States (Viking, 1997). ISBN 0-670-87420-5
- Threads Through Time: Writings on History and Autobiography (Penguin Books, 1999). ISBN 0-14-027554-1
- Promise of a Dream: Remembering the Sixties (Verso, 2000). ISBN 1-85984-622-X
- Looking at Class: Film Television and the Working Class in Britain, with Huw Benyon (River Oram Press, 2001). ISBN 1-85489-121-9
- Women Resist Globalization; Mobilizing for Livelihood and Rights, c Stephanie Linkogle (Zed Books, 2001). ISBN 1-85649-877-8
- Edward Carpenter: A Life of Liberty and Love (Verso, 2008) ISBN 978-1-84467-295-0 pk (Verso, 2009). ISBN 978-1-84467-421-3
- Dreamers of a New Day: Women Who Invented the Twentieth Century (Verso, 2010).
- Rebel Crossings: New Women, Free Lovers, and Radicals in Britain and America (Verso, 2016).
- Daring to Hope: My Life in the 1970s (Verso, 2021). ISBN 9781839763892

### Obras citadas
- Alexander, Sally, & B. Taylor, "In Defence of 'Patriarchy'", New Statesman, 1 February 1980.
- Caine, B. English Feminism 1780–1980, Oxford: Oxford University Press, 1997.
- «Rowbotham, Sheila». The Encyclopedia of Historians and Historical Writing. Vol. 2. Chicago: Fitzroy Dearborn. 1999. pp. 1020-21.
- Copelman, D. "Interview with Sheila Rowbotham", in H. Abelove, B. Blackmar, P. Dimock and J. Schneer (eds), Visions of History, Manchester: Manchester University Press, 1981, pp. 49–69.
- Degler, C. N. Is there a History of Women?, London: Oxford University Press, 1975.
- Hughes-Warrington, Marnie (2000). Fifty Key Thinkers on History. London: Routledge.
- Kaye, H. J. The British Marxist Historians, Cambridge: Polity, 1984.
- Radical History Review, 1995, Vol. 63, pp. 141–65.
- Seccombe, W. "Sheila Rowbotham on Labour and the Greater London Council", in Canadian Dimensions, 21:2, 1987, pp. 32–37.
- Swindells, J. "Hanging up on Mum or Questions of Everyday Life in the Writing of History", in Gender and History, 2:1, 1990, pp. 68–78.
- Vedder-Schultz, N. "Hearts Stave as Well As Bodies: Ulrike Prokop's Production and Context of Women's Daily Life", in New German Critique, Vol. 13, 1978, pp. 5–17.
- Winslow, Barbara; Temma Kaplan & Bryan Palmer, "Women's Revolutions: the Work of Sheila Rowbotham: a Twenty-Year Assessment", in Radical History Review, Vol. 63, 1995, pp. 141–65.
- Zissner, J. P. History and Feminism: a Glass Half Full, New York: Twayne, 1993.